# Proleucoptera
Proleucoptera is een geslacht van vlinders van de familie sneeuwmotten (Lyonetiidae).

## Soorten
- P. celastrella Kuroko, 1964
- P. oxyphyllella Kuroko, 1964
- P. smilaciella (Busck, 1901)
- P. smilactis Kuroko, 1964